# 堀内邦彦
堀内 邦彦（ほりうち くにひこ、1956年 - ）は、日本の実業家、浅田飴代表取締役会長、元代表取締役社長。

## 人物・経歴
1956年生まれ。東京都出身。1978年、立教大学経済学部卒業。
1995年、株式会社浅田飴取締役に就任。1996年、同社代表取締役副社長に就任。
2003年、同社代表取締役社長（6代目）に就任。
2023年、同社代表取締役会長に就任。